# A kiválasztott (valóságshow)
A kiválasztott – Ki lesz Uri Geller utódja? a magyar TV2 televíziós csatorna tehetségkutató show-műsora volt, melyben Uri Geller, a saját állításai szerint természetfeletti paranormális képességekkel rendelkező előadóművész kereste mentalista utódját. 2008 tavaszának legnagyobb költségvetésű műsora 2008. március 29-én indult, és május 17-én fejeződött be. Nyolc alkalommal sugározták szombat esténként élőben. Műsorvezetője Somogyi Zoltán volt.

## A kiválasztott versenyzői
- Christian Panthera - eredeti nevén Katona Krisztián, a műsorban Rejtélyes Arisztokrata néven is szerepelt. Fellépései során látszólagos pszichokinézist, a különféle tárgyakból és helyekből áradó energiák érzékelésének képességét és telepátiát használt.[1][2]
- Lui (Fehér Gábor)
- Danny Blue (nyertes)
- Breiner Tamás
- Rakonczai Máté
- Szentpéteri Attila
- Nagy Molnár Dávid
- Vicha Attila
- Molnár Gergely
- William Rain

## Az eredeti show és más nyelvű változatai

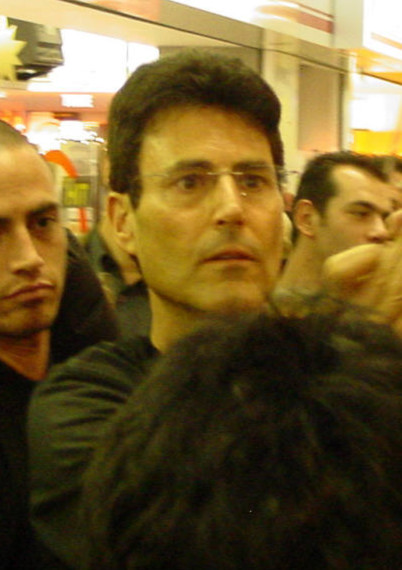
Uri Geller valamennyi változatban tagja a zsűrinek

Az eredeti show 2006-ban készült Izraelben Hayoresh (היורש) néven. A műsor arról híresült el, hogy egyik jelenetében egy iránytűt próbált megforgatni élő adásban; számos kritikusa szerint a tévéfelvételen látható volt egy, a hüvelykujjára ragasztott mágnes. Geller később eltávolíttatta a YouTube videómegosztó weblapról a felvételt, ám azt mások több változatban ismételten feltöltötték.
Később a műsor amerikai, német és holland és magyar változata is elkészült. Mindegyikben Uri Geller az egyik zsűritag. Az NBC által sugárzott amerikai változat címe Phenomenon („jelenség”), a PRO7 által bemutatott német verzió The Next Uri Geller – Unglaubliche Phänomene Live („A következő Uri Geller – hihetetlen jelenségek élőben”), a holland műsor pedig a De Nieuwe Uri Geller („Az új Uri Geller”) nevet kapta. A show Magyarországon 2008. március 29-étől május 17-éig volt látható a TV2 műsorán A Kiválasztott címmel.

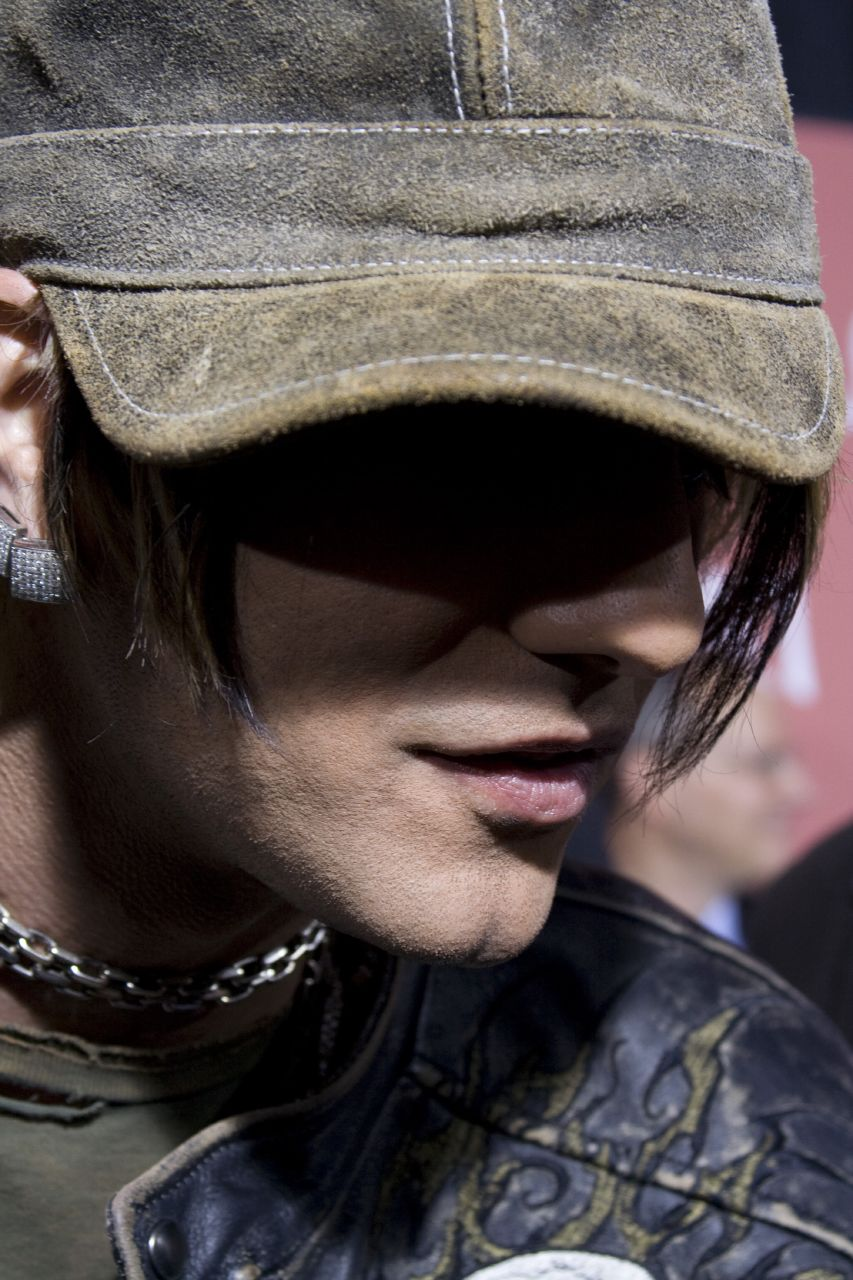
A műsor amerikai változatában a bűvész Criss Angel is tagja volt a zsűrinek.

A műsor amerikai, Phenomenon című változatban a zsűriben Geller társa volt a bűvész Criss Angel, aki szerint nem létezik olyan ember, aki rendelkezne paranormális képességekkel. A műsor 2007. október 31-ei epizódjában az egyik versenyző, Jim Callahan állítása szerint az író, Raymond Hill szellemének segítségével igyekezett megtudni, mi található egy lezárt dobozban. Bár Geller elismeréssel nyilatkozott a versenyző teljesítményéről,  Angel komikusnak nevezte azt, s kihívást intézett mind Callahan, mind Geller felé. Zsebéből két borítékot húzott elő, s felajánlott egymillió dollárt, ha azok tartalmát ki tudják találni. Ez vitához vezetett Callahan és Angel között, melynek során Callahan „ideológiai bigottnak” nevezte Angelt. Angel az évad utolsó epizódjában újból kihívást intézett Gellerhez. Miután Geller nem járt sikerrel, Angel felfedte az egyik boríték tartalmát. A borítékban egy kártya volt, melyen a 2001. szeptember 11-ei terrortámadásra utaló 911 felirat szerepelt. Angel magyarázata szerint ha valaki szeptember 10-én megjósolta volna, mi történik másnap, életek ezreit menthette volna meg.
A show német változata 2008. január 8-án kezdődött The Next Uri Geller címmel. Válaszul a rivális RTL 2 csatorna levetítette Welt der Wunder – Kraft der Gedanken („Csodák világa – A gondolatok ereje”) című műsorát, melynek vendége James Randi volt, aki bemutatta, Geller hogyan hajtja végre trükkjeit.

## Az első adás
A 2008. március 29-én sugárzott első adásnak 1,57 milliós átlagos nézettsége volt (33,1 százalék). A műsorban vendégként szerepelt Karsai Zita, Medveczky Ilona és Csányi Sándor, a versenyzők az ő segítségükkel mutatták be produkcióikat.

### Az első adásban szereplő kígyó
A Blikk napilap cikkében már az adás sugárzását megelőzően azt írta, hogy „az egyik mutatvány főszereplője egy különleges vipera lesz, amelynek mérge akár 20 másodperc alatt halálos lehet”. A csatorna PR-osztályvezetője a lapnak bejelentette, hogy a helyszínen herpetológus, toxikológus,  mentőautó és orvos fog készülni az ellenszérummal.
Az adást megelőző napon a Wikipédia magyar változatában egy, a tv2.hu tartományból frissen regisztrált felhasználó létrehozott egy szócikket „dél-amerikai dzsungelvipera” címen. Az ilyen néven máshol nem ismert kígyófaj beküldött leírása szerint mérete 150–180 cm, ami viszont ellentmondott a faj latin neveként megadott Bothriechis aurifer (magyar nevén guatemalai pálmavipera) máshol ismertetett adatainak. A műsorvezető kérésére egy hüllőszakértő ismertette a viperamarás várható hatásait, majd bemutatták a stúdió mellett várakozó rohamkocsit. A műsorban valójában szereplő kígyó egy kutyafejű boa (Corallus caninus) volt, ami nem mérgeskígyó és nem tartozik a viperafélék családjába sem.
Szentpéteri Attila, a műsor egyik versenyzője ennek ellenére viperaként és mérgeskígyóként hivatkozott rá (amit a jelenlévő, a kígyót kezelő hüllőszakértő, Bíró László nem kifogásolt). Mutatványában 4 azonosan kinéző amfora közül választotta ki azokat, amelyikben nem volt benne a kígyó, így a meghívott sztárvendégek biztonságosan kinyithattak.
A műsor Phenomenon címen futó amerikai változatának 2007. november 7-én bemutatott, harmadik részében adott elő hasonló produkciót a vetélkedő későbbi harmadik helyezettje, Eran Raven 1 mérges és 2 nem mérges kígyóval. Az egyik nem mérges kígyó állítása szerint menet közben megmarta, ám ennek ellenére befejezte a mutatványt, amelyben 4 amfora közül választotta ki a sztárvendég nyakláncát tartalmazót. Szentpéteri Attila műsorszáma még inkább hasonlított David Goldrake, a német változat versenyzőjének korábban sugárzott mutatványára a show PRO7 csatornán bemutatott verziójában.
|  |  |  |